# Assassin’s Creed Unity
Az Assassin’s Creed Unity akció-kalandjáték, melyet a Ubisoft Montreal fejlesztett és a Ubisoft jelentetett meg. A játék 2014 novemberében jelent meg Microsoft Windowsra, PlayStation 4-re és Xbox One-ra. A Unity az Assassin’s Creed sorozat nyolcadik része. Egyidőben jelent meg az Assassin’s Creed Rogue-gal, ami előző generációs konzolokra jelent meg (PlayStation 3, Xbox 360).
A játék az előző részekből ismert, kitalált világba kalauzolja a játékost. Követi a szokásos vonalat, amiben az asszasszinok és a templomosok csapnak össze. A történet a francia forradalom idejében játszódik (kb. 1789–1805 a játékban). Az egyjátékos mód főszereplője Arno Victor Dorian, aki megpróbálja megkeresni a forradalom mögött álló igazi hatalmat. Megőrzi a sorozat külső nézetes és „nyitott világú” rendszerét, ahol Párizs 240 km2-es digitális mását fedezhetjük fel, bemutatva az újragondolt harcrendszert, parkour-rendszert és az asszasszinokra jellemző lopakodórendszert. Az internetes felületeken a Unityt minősítik a legjobbnak, ha háztetőkön való ugrálásról van szó. Ezekkel együtt rendelkezik többjátékos móddal is, ahol maximum négy játékos játszhat együtt, és teljesíthet küldetéseket.
Az Assassin’s Creed Unityt megjelenésekor a közönség vegyes érzelmekkel fogadta. Pozitív fogadtatást kapott az addig nem látott grafika, a fejlesztett játékélmény, a karakter-megjelenési lehetőségek, a többjátékos kialakítású formátum, a küldetések kidolgozása, a beállítások és a karakterek. Negatív kritikát kapott a nem igazán jelentős játékélmény-fejlesztés, az irányítás és a rengeteg grafikai gond, bug és glitch. A játék nem igazán fényes indítása miatt a Ubisoft kompenzálásképpen egy ingyenes DLC-t adott ki.
Az Assassin’s Creed Unityt az Assassin’s Creed Syndicate követte, ami a Viktoriánus Angliában játszódik. A folytatást 2015 októberében adták ki.